# Benna fuscomaculata
Benna fuscomaculata är en insektsart som beskrevs av Synave och Victor Lallemand 1953. Benna fuscomaculata ingår i släktet Benna och familjen kilstritar. Inga underarter finns listade i Catalogue of Life.